# Breathless (spanische Band)
Breathless ist eine spanische Thrash-Metal-Band aus Palma, die im Jahr 1999 gegründet wurde.

## Geschichte
Die Band wurde im Jahr 1999 von den Freunden Eduardo Moreno (E-Gitarre, Gesang) und Joan Font (Schlagzeug) gegründet. Daraufhin begannen die Arbeiten an den ersten Liedern. Als Bassist kam Eddy zur Besetzung und vervollständigte die Besetzung vorerst. Etwas später jedoch verließ er die Besetzung wieder, sodass die Band nur ein Duo war. Es folgten Auftritte, die rein instrumental gestaltet waren. Im Jahr 2001 kam Paco „Max“ als zweiter Gitarrist hinzu und Javier Martí übernahm den Bass. Kurz darauf verließ Max die Band wieder und auch Martí stieg 2003 wieder aus. Daraufhin kamen Gitarrist Víctor Arco und Bassist Alex zur Gruppe. Daraufhin arbeitete die Band weiter an Liedern. Nach einem weiteren Jahr Pause erschien im Jahr 2007 eine selbstbetitelte EP. Es folgten weitere Konzerte, wobei von der EP 200 Kopien verkauft wurden. Anfang 2008 verließ Arco die Band, während der Rest der Besetzung an neuen Liedern arbeitete. Kurz darauf wurde Alex durch den wieder zurückkehrenden Javier Martí ersetzt. Als neuer Gitarrist stieß Óscar Maestre hinzu. In den folgenden eineinhalb Jahren probte die Band neue Lieder, bis sich die Band im Dezember 2009 in das Urban Studio mit den Tontechnikern Rafa Rigo und Toni Toledo begab, um das Debütalbum Thrashumancy aufzunehmen. Die Aufnahmearbeiten dauerten etwa einen Monat. Anfang 2010 nahm Javier Martí Kontakt mit Dave Rotten (Avulsed) auf und erreichte dadurch einen Vertrag bei Xtreem Music. Das Album erschien im Jahr 2011.

## Stil
Die Band spielt klassischen Thrash Metal, wobei die Lieder meist von den E-Gitarren gelenkt werden.

## Diskografie
- 2007: Breathless (EP, Eigenveröffentlichung)
- 2011: Thrashumancy (Album, Xtreem Music)
- 2012: Live in Almería (Album, AC Metalmeria)
- 2015: Return to Pangea (Album, Xtreem Music)